# هربرت دالي
هربرت دالي (بالإنجليزية: Herbert Dale)‏ هو لاعب كرة قدم بريطاني (وحمل سابقاً جنسية المملكة المتحدة لبريطانيا العظمى وأيرلندا) في مركز الهجوم، ولد في 1867، وتوفي في 1925. لعب مع مانشستر يونايتد.